# Maritz-Rebellion
Die Maritz-Rebellion war ein im Oktober 1914 begonnener anti-britischer Aufstand in Südafrika zu Beginn des Ersten Weltkrieges. Angeführt von burischen Offizieren wie Manie Maritz, Christiaan de Wet, Christiaan Frederik Beyers und Jan Kemp gelang es den Aufständischen jedoch nicht, genügend Unterstützung unter ihren Landsleuten zu gewinnen, um die britische Herrschaft ernsthaft in Frage zu stellen. Die Rebellion wurde bis zum Jahresende 1914 im Wesentlichen niedergeschlagen, der letzte burische Anführer ergab sich im Februar 1915 den Briten.

## Vorgeschichte
Nach dem Ende des Zweiten Burenkrieges durch den Frieden von Vereeniging 1902 hatten nicht alle burischen Kommandeure den geforderten Treueeid an die britische Krone geleistet und waren stattdessen ins Exil gegangen. Viele von ihnen kehrten in den folgenden Jahren bis zum Beginn des Ersten Weltkriegs zurück nach Südafrika, wobei eine größere Anzahl wiederum den Treueeid verweigerte. Diese Buren wurden auch als bittereinders („die, die bis zum bitteren Ende kämpfen“) bezeichnet. Ein größerer europäischer Krieg mit britischer Beteiligung, wie er im August 1914 ausbrach, wurde von den bittereinders als Chance betrachtet, die britische Fremdherrschaft abzuschütteln. Dies war jedoch unter den Buren keineswegs die dominante politische Einstellung, vielmehr gab es Positionen von der Neutralität bis hin zur Unterstützung der Südafrikanischen Union als Teil des Britischen Weltreichs.
Nach dem britischen Eintritt in den Weltkrieg am 5. August 1914 rief die britische Regierung in den nächsten Tagen die Dominions des Empire auf, dem Mutterland mit Truppenkontingenten zur Hilfe zu kommen. Die südafrikanische Regierung Louis Bothas erklärte sich bereit, Teile der Union Defence Force (UDF) zur Besetzung von Funkstationen in Deutsch-Südwestafrika abzustellen. Die Regierung erklärte weiterhin, die Verteidigung Südafrikas allein mit den Truppen der UDF gewährleisten zu können, sodass die britischen Garnisonstruppen an die Front in Frankreich verlegt werden könnten. Vom 9.–12. September erhielt die Regierung vom House of Assembly und vom Senat das Mandat, gegen die deutsche Präsenz in Südwestafrika vorzugehen. Währenddessen wurden die Truppen an der Grenze unter dem britischen Brigadegeneral Henry Lukin mobilisiert und Vorbereitungen für die Besetzung der Lüderitzbucht getroffen.
Bereits am 15. August war es zu einer Versammlung von bis zu 800 Buren in Treurfontein gekommen, auf der der frühere Burengeneral und nunmehrige Senator Koos de la Rey sich gegen eine Beteiligung der Südafrikanischen Union am Krieg aussprach. De la Rey stand unter dem Einfluss des „Sehers“ Niklaas „Siener“ van Rensburg, der die Unabhängigkeit der früheren Burenrepubliken als Resultat des Krieges vorausgesagt hatte. De la Rey war jedoch vor seinem Auftritt von seinen früheren Mitgenerälen Botha und Jan Christiaan Smuts (nunmehriger Verteidigungsminister) dahingehend beeinflusst worden, nicht zu aktiven Maßnahmen gegen die Regierung aufzurufen. Auch Barry Hertzog, der eine Abspaltung der regierenden South African Party (SAP) anführte, aus der noch während des Krieges die Nasionale Party hervorging, war gegen eine südafrikanische Kriegsbeteiligung eingestellt. Als sich Gerüchte verbreiteten, die Regierung plane die Einberufung von Zivilisten für den bevorstehenden Feldzug in Südwestafrika, verschärfte sich die Haltung der Buren. Brigadegeneral Christiaan Frederik Beyers, Commandant-General der UDF, Major Jan Kemp und weitere Offiziere traten aus Protest aus der Armee aus. Dies stand im Kontrast zum Verhalten des Distriktkommandanten im Nordkap, Salomon Gerhardus (Manie) Maritz, der weiterhin in der Armee blieb, obwohl er sich insgeheim bereits auf den bewaffneten Aufstand vorbereitete.

## Vorspiel: Tod de la Reys und Invasion Deutsch-Südwestafrikas
Am 15. September 1914 brachen General Beyers und Senator de la Rey in Pretoria auf, um an einer Versammlung mit Kemp und anderen höheren Offizieren in einem Militärlager in Potchefstroom teilzunehmen. Eine Einheit von rund 2000 Soldaten der UDF, von denen geglaubt wurde, viele von ihnen würden mit dem Widerstand gegen die südwestafrikanische Kampagne sympathisieren, hatte dort gerade ihre Mobilisierung abgeschlossen. Es gibt eine Reihe von Hinweisen, die darauf schließen lassen, dass das Treffen in Potchefstroom als Auslöser einer größeren Aufstandsbewegung geplant war, die im Marsch auf Pretoria und der Ausrufung der Republik gipfeln sollte. Auf der Fahrt wurde ihr Wagen bei dem Versuch, eine Straßensperre bei Langlaagte zu durchbrechen, von Polizisten beschossen und de la Rey getötet. Der Tod de la Reys nahm den Bestrebungen der militanten Burenführer und Konspirateure vorübergehend den Wind aus den Segeln. Gleichwohl wurden auf der Beerdigung de la Reys am 20. September Theorien einer gezielten Ermordung des Burengenerals geäußert. Auf einer Versammlung in Lichtenburg am Tag nach der Beerdigung wurde von Kemp, Beyers und de Wet zum landesweiten Protest gegen die Beteiligung an der Südwestafrika-Kampagne aufgerufen. Die Regierung versuchte, die Wogen zusätzlich zu glätten, indem sie verlauten ließ, es würden ausschließlich Freiwillige in Deutsch-Südwest eingesetzt werden.
Die Invasion Südwestafrikas begann in der zweiten Septemberhälfte, ohne dass es zu einem offenen burischen Aufstand gekommen war. Die Force C unter Oberst Percival Scott Beves besetzte am 18. September ohne Widerstand die Lüderitzbucht, während die Force A unter General Lukin von Port Nolloth aufbrach, um den Grenzfluss Oranje bei Raman’s Drift zu überschreiten und Seeheim zu erreichen. Die Force B unter Manie Maritz sollte von Upington her Deutsch-Südwestafrika von Osten angreifen. Lukins Vorstoß wurde Ende September in der Schlacht bei Sandfontein aufgehalten. Maritz, der Lukin Unterstützung hätte leisten sollen, weigerte sich, seine Operationen zu beginnen, und wurde in der Folge nach Pretoria einbestellt. Statt dem Folge zu leisten, verlegte er Anfang Oktober sein Hauptquartier von Upington nach Kakamas, näher an der südwestafrikanischen Grenze, und trat in geheime Verhandlungen mit den Deutschen ein. Vermutlich stand er schon längere Zeit mit ihnen über Landsleute auf der anderen Seite der Grenze in Verbindung. Verteidigungsminister Smuts entsandte in der Folge den vertrauenswürdigen General Coen Brits nach Upington, offenbar, um Maritz abzulösen.

## Verlauf des Aufstands
Maritz entschied sich daraufhin, sein Versteckspiel aufzugeben. Am 7. Oktober schloss er eine Vereinbarung mit den Deutschen und proklamierte am 9. Oktober offen den Aufstand mit dem Ziel, eine Südafrikanische Republik frei von der britischen Vorherrschaft zu gründen. Er bezeichnete sich in seiner Proklamation als General und erklärte im Namen der Republik Großbritannien den Krieg. Die Regierung reagierte am 11. Oktober mit der Ausrufung des Ausnahmezustands.
Auf einem Treffen in Kopjes im Freistaat am 13. Oktober beschloss die Mehrheit der Anwesenden, eine Delegation zu Botha zu entsenden, um eine Einstellung der Südwestafrika-Kampagne zu fordern. De Wet und Kemp hatten sich demgegenüber vergeblich dafür ausgesprochen, umgehend die Kräfte mit Maritz zu vereinen. Die Regierung ging auf die Forderungen der unzufriedenen Buren verständlicherweise nicht ein. In der Folge kam es am 22. Oktober zu einer weiteren Versammlung in Kopjes, auf der beschlossen wurde, Beyers im Transvaal und de Wet im Freistaat freie Hand zu geben, den Widerstand gegen die Regierung zu organisieren. De Wet sollte die Kommandos im Freistaat mobilisieren und mit Maritz’ Truppen vereinigen, während Beyers ein Kommando aus dem Transvaal durch die Kalahari führen sollte.
De Wet hatte im Freistaat beträchtlichen Erfolg bei der Mobilisierung der Kommandos, rund 7000 Bewaffnete schlossen sich ihm an. Der Aufstand im Transvaal verlief weniger erfolgreich, unter anderem wegen der abwartenden Haltung Beyers’. Bei Commissie Drift in der Nähe von Rustenburg wurde am 27. Oktober Beyers’ Kommando von Regierungstruppen angegriffen und besiegt, was weitere Verhandlungen zwischen den Kommandoführern und der Regierung erschwerte. Eine von der Regierung angebotene Amnestie für diejenigen Aufständischen, die ihre Waffen niederlegten, hatte nicht den gewünschten Effekt, und es kam im November zu weiteren Kampfhandlungen. Ein Angebot an de Wet, unter freiem Geleit mit Marthinus Steyn zu verhandeln, wurde von diesem abgelehnt, nachdem sein Sohn Danie bei einem der Gefechte gefallen war.
Der Aufstand im Freistaat wurde im November militärisch niedergeschlagen und de Wet am 2. Dezember bei Kuruman auf dem Weg zu Maritz gefangen genommen. Beyers ertrank auf der Flucht am 8. Dezember im Vaal, worauf auch der Aufstand im Transvaal zusammenbrach. Kemp gelang die Durchquerung der Kalahari, um sich mit Maritz zu vereinigen. Zusammen besetzten sie am 25. Januar Upington. Kemp gab jedoch schon am 4. Februar in aussichtsloser Lage auf. Maritz zog sich nach Südwestafrika zurück, von wo er nach der Besetzung durch Unionstruppen Anfang 1915 nach Angola auswich.

## Folgen
Rund 32.000 UDF-Soldaten waren gegen knapp 11.500 Rebellen im Einsatz. Die Opferzahlen werden in der offiziellen Regierungsdarstellung mit 132 Toten und 242 Verwundeten auf Regierungsseite und 190 Toten und etwa 325 Verwundeten auf Seiten der Aufständischen beziffert.
Die gefangenen Aufständischen wurden von der Regierung mit Nachsicht behandelt und mehrheitlich zu Haft- oder Geldstrafen verurteilt. Lediglich ein Todesurteil, gegen den UDF-Offizier Jopie Fourie, wurde ausgesprochen und vollstreckt. Alle zu Haftstrafen Verurteilten waren bis Ende 1916 wieder auf freiem Fuß. Zur Niederschlagung des Aufstandes wurden überwiegend burische Truppen eingesetzt, um ein Wiederaufflammen des ethnischen Konflikts mit der britischen Bevölkerung zu verhindern.
Es wurden insgesamt drei Untersuchungskommissionen zu den Vorfällen eingesetzt. Die erste, geleitet von Professor Leo Fouché, veröffentlichte ihren Bericht (Blaubuch) unter dem Titel Report on the Outbreak of the Rebellion and the Policy of the Government with regard to its Suppression bereits im Frühjahr 1915. Ein zweiter, unter Patrick Duncan ausgearbeiteter Bericht unter dem Titel Report of the Select Committee on Rebellion für das House of Assembly erschien ebenfalls 1915. Ein dritter Bericht wurde unter Leitung von Richter J. H. Lange 1916 unter dem Titel Report of the Judicial Commission of Inquiry into the Causes and Circumstances relating to the recent Rebellion in South Africa veröffentlicht. Die Akten der Hochverratsprozesse gegen die Rädelsführer des Aufstands sind nicht erhalten.
Die Toten des Aufstandes, darunter de la Rey, Beyers und Fourie, wurden in Burenkreisen zu Märtyrern verklärt. Auch die zur Unterstützung der geschlagenen Aufständischen gegründeten burischen Selbsthilfeorganisationen übten einen prägenden Einfluss auf die weitere ideologische Entwicklung des burischen Nationalismus aus. Die Spaltung zwischen den kompromissbereiten Buren, die der SAP treu blieben, und den radikalen Anhängern der Nasionale Party verschärfte sich unter dem Eindruck der Ereignisse, was sich unter anderem in der Abspaltung der Gesuiwerde Nasionale Party unter Daniel François Malan nach der Vereinigung von SAP und NP 1934 ausdrückte.